# Gothred MacWilliam
Pour les articles homonymes, voir MacWilliam.
Gothred Mac William ou Gofraid ou Guthred Mac Domnaill  (mort en 1212), prétendant au trône d'Écosse en 1211-1212 issu des Meic Uilleim.

## Prétendant
Après la mort de Domnall MacWilliam et d'Adam, les Meic Uilleim disparaissent pendant plusieurs années Et l'opposition au pouvoir royale écossais de Guillaume Ier dans le nord est menée par Harald Maddadsson, comte des Orcades et maître du Caithness.
En 1211,  Gofraid (ou Guthred), fils de Donald MacWilliam, qui s'était réfugié à la cour de Áed Méith mac Áeda Uí Néill roi de Tir Éogain, débarque dans le Ross avec des guerriers irlandais et écossais lève une nouvelle rébellion.
Le roi Guillaume Ier d'Écosse, conduit une armée dans le nord et disperse les rebelles. À la fin de l'année le roi retourne dans le sud, laissant comme lieutenant royal en Moray Thomas de Galloway comte d'Atholl, le  jeune fils de Roland de Galloway qui ne réussit pas à le capturer. Godfraid s'empare peu après d'un château royal montrant qu'il était loin d'être vaincu.
En 1211 Guillaume Ier d'Écosse conclut un accord avec Jean sans Terre par lequel Alan de Galloway, le fils aîné de Roland, reçoit des terres en Ulster afin de défendre les intérêts anglais et écossais en Ulster et dans Hébrides mais il doit avec son frère Thomas comte d'Atholl et Donald MacRagnald, ravager le royaume d'Aed Meith et piller Derry,.
La même année, c'est le prince Alexandre, fils et héritier de Guillaume Ier qui mène des forces royales dans le nord de l'Écosse suivi par  Guillaume Ier avec des renforts, dont des mercenaires Brabançons qui lui ont été fournis par Jean sans Terre dans le cadre de leur accord. Gofraid est alors trahi avant le combat par ses propres partisans qui le livrent à  William Comyn, Justicier d'Écosse. Il est immédiatement exécuté sur ordre du roi.

## Sources
- (en) G.W.S. Barrow Kingship and Unity Scotland 1000~1306 Edinburgh University Press, Edinburgh (1981)  (ISBN 074860104X).
- (en) Richard Oram Domination and Lordship. Scotland 1070-1230 The New Edinburgh History of Scotland III. Edinburgh University Press, (Edinburgh 2011)  (ISBN 9780748614974).
- (en) R. Andrew McDonald Treachery in the remotest territories of Scotland: Northerne ressitance to the Canmore Dynasty 1130-1230 Canadian Journal of History vol.33 (August 1999) p. 161-192.